# Monterrey Ice Complex
Monterrey Ice Complex er en skøjtebane som befinder sig i Santa Catarina i Monterrey's storbyområde i den mexikanske delstat Nuevo León. Skøjtebanen har plads til 1500 tilskuere og er den største i Monterrey og den tredje største i Mexico. Ishallen er hjemmebane for ishockeyklubben Toros Monterrey og hallen bliver også benyttet til Kunstskøjteløb. Der har været arrangeret internationale mesterskaber i skøjtehallen blandt andet 3. division af U18 VM i ishockey i 2010.